# 一条実秋
一条 実秋（いちじょう さねあき）は、室町時代初期から前期にかけての公卿・能書家。清水谷 実秋（しみずだに さねあき）とも。権中納言・一条公勝の子。官位は従二位・権大納言。清水谷家の事実上の初代とされている。

## 経歴
応永15年（1408年）に正四位下に叙せられて右近衛中将から参議に転じる。翌年には土佐権守を兼ね（同20年まで）、応永17年（1410年）には従三位、その翌年には正三位となる。
応永21年（1414年）、備前権守を兼ね、翌年兼職を辞して従二位・権中納言となる。応永26年（1419年）に権中納言を辞する。翌年に権大納言となるがその年に薨去した。
同じ西園寺家庶流の清水谷家（西園寺公経の兄公定の系統）が断絶した時に実秋がその所領を継承したが、その際に「清水谷」の家号を一時期用いた。その後、実家一条家では兄二人が先に死去したため、一条家をも継承した。しかし跡を継いだ公知（兄季有の子）は同じ家名の摂関家と区別するためにかつて養父実秋が用いた「清水谷」をそのまま家号として常用したため、子孫はそのまま清水谷家と呼ばれるようになった。公知の子実久は権大納言にまで昇ったが、橋本家から迎えた養子の公松（実久の実孫にあたる）は若くして没して清水谷家は断絶した。同家の再興は江戸時代に入ってからの事になる。
書を世尊寺行俊に師事し、能書で知られた。書道が清水谷家の家業となったのも実秋以降のこととされる。また、その関係で、応永14年（1407年）に行俊が幼少の嗣子行豊を残して死去した際、世尊寺家の所領や書道の宗匠的地位を一時預かった。後に世尊寺家が行豊の子行康で絶えたとき、清水谷実久の子行季が入り世尊寺家を継いでいる。しかし結局世尊寺家は行季をもって断絶した。

## 系譜
- 父：権中納言一条公勝
- 母：不詳
- 妻：不詳
- 養子
  - 男子：清水谷公知 - 一条季有の子